# Raimondo Pontecorvo

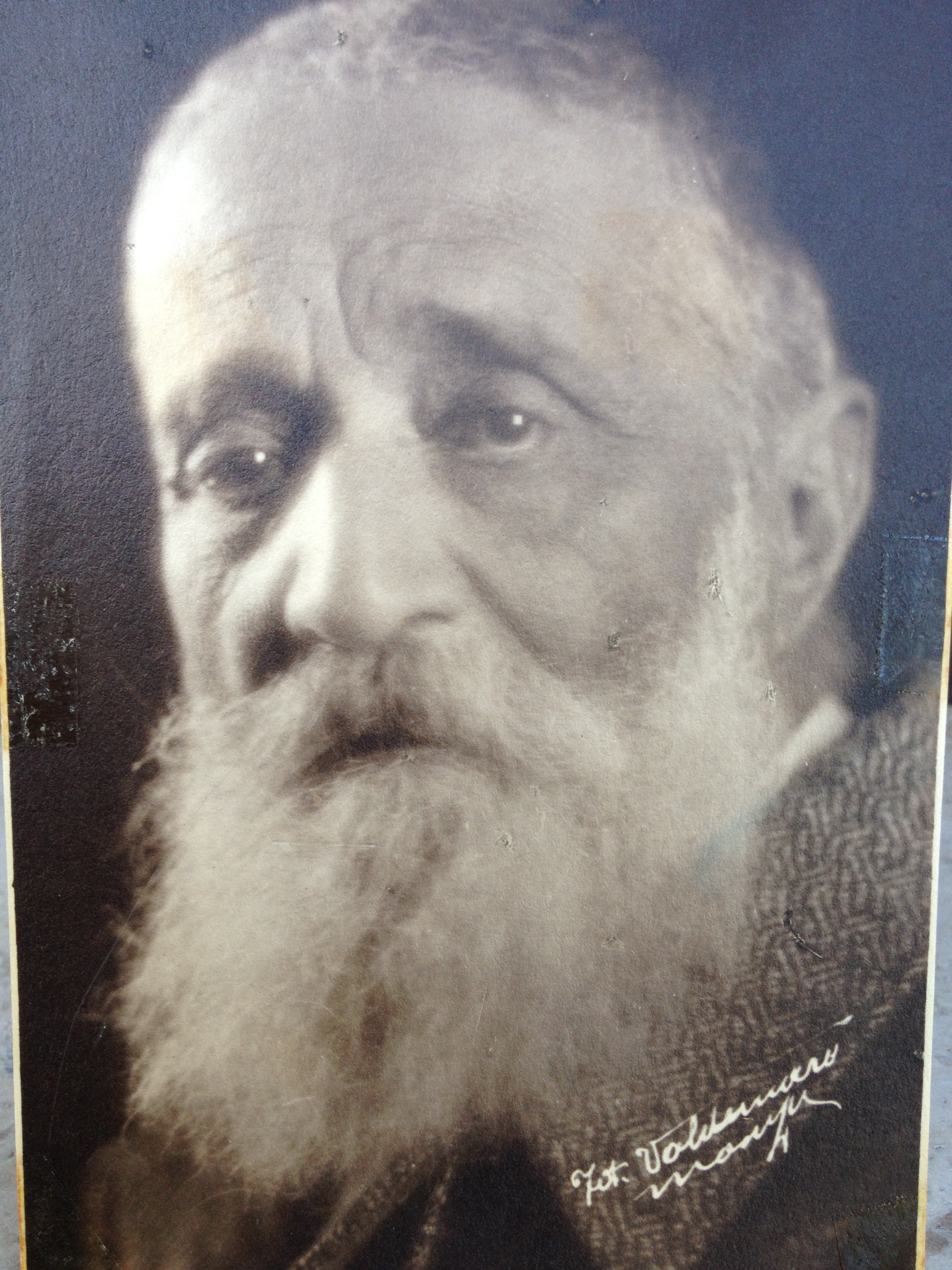
Raimondo Pontecorvo

Raimondo Pontecorvo (Roma, 1854 – Monza, 1929) è stato un pittore e acquarellista italiano.

## Biografia
Nato nel 1854 a Roma da Giuseppe Pontecorvo e Sara Genazzano, secondogenito di sei figli, viveva a Roma in una palazzina in via Nazionale assieme ai genitori e a due fratelli che come lui non si sposarono. 
Si formò a Roma, nella cerchia di Mario de Maria ed era assiduo frequentatore del Caffè Greco e di via Margutta, dove Mario de Maria aveva uno studio, accanto a quelli di Nino Costa e di Vincenzo Cabianca.
La Rivista alpina italiana ricorda un'escursione sul Gran Sasso del 31 ottobre 1882, con il Club Alpino Italiano, cui parteciparono anche Enrico Coleman, Onorato Carlandi e Raimondo Pontecorvo.
Con opere di paesaggio e di genere, come Ragazza allo specchio, Raimondo Pontecorvo fu presente alle mostre annuali della Società degli Amatori e Cultori, dal 1880 al 1903: nel 1885 espose Sulla Breccia, Ricordo del 20 settembre 1870; nel 1886 espose Paese e nel 1889 In villa. 
Nel 1899 inviò a una mostra romana opere di soggetto pisano: Fosso di San Giuliano, Bocca d'Arno, Il ponte a Calci e Il ponte alle Stallette. A una mostra a Berlino, nel 1891, inviò un dipinto ad olio, con una marina vista alla luce del tramonto.
Alle mostre della Società degli Acquarellisti, cui aderì dal 1891 al 1905, nel 1891 presentò Pont Neuf-Parigi. Con il gruppo In arte libertas partecipò alla Mostra di Londra del 1888.
Nel 1906, insieme ad altri artisti, come Enrico Coleman, Umberto Coromaldi, Camillo Innocenti e Duilio Cambellotti, ha illustrato il volume I castelli romani di Edoardo De Fonseca (1867-1910).
Negli anni successivi alla prima guerra mondiale cessò l'attività a causa dell'aggravarsi di una sindrome depressiva che lo portò al ricovero in una struttura psichiatrica a Monza, dove morì nel 1929.
Con il R. Decreto del 25 aprile 1938 fu autorizzata l'Accademia di Belle Arti di Roma ad accettare una donazione per l'istituzione del premio annuale intitolato a "Raimondo Pontecorvo". Non si hanno notizie di mostre personali e di retrospettive.
È sepolto nella tomba della famiglia Pontecorvo al Cimitero israelitico del Verano di Roma.

### Altre opere
- Lavandaie, 1882.
- Via Appia, 1898, acquarello.
- Chiesa di S. Pietro a Porto Venere, 1898. acquarello (collezione privata).
- La perla, olio su tela (collezione privata)
- La spiaggia di Viareggio, acquarello (collezione privata)
- Composizione floreale, 1920.
- Castel Gandolfo, vista dal lago, acquerello.

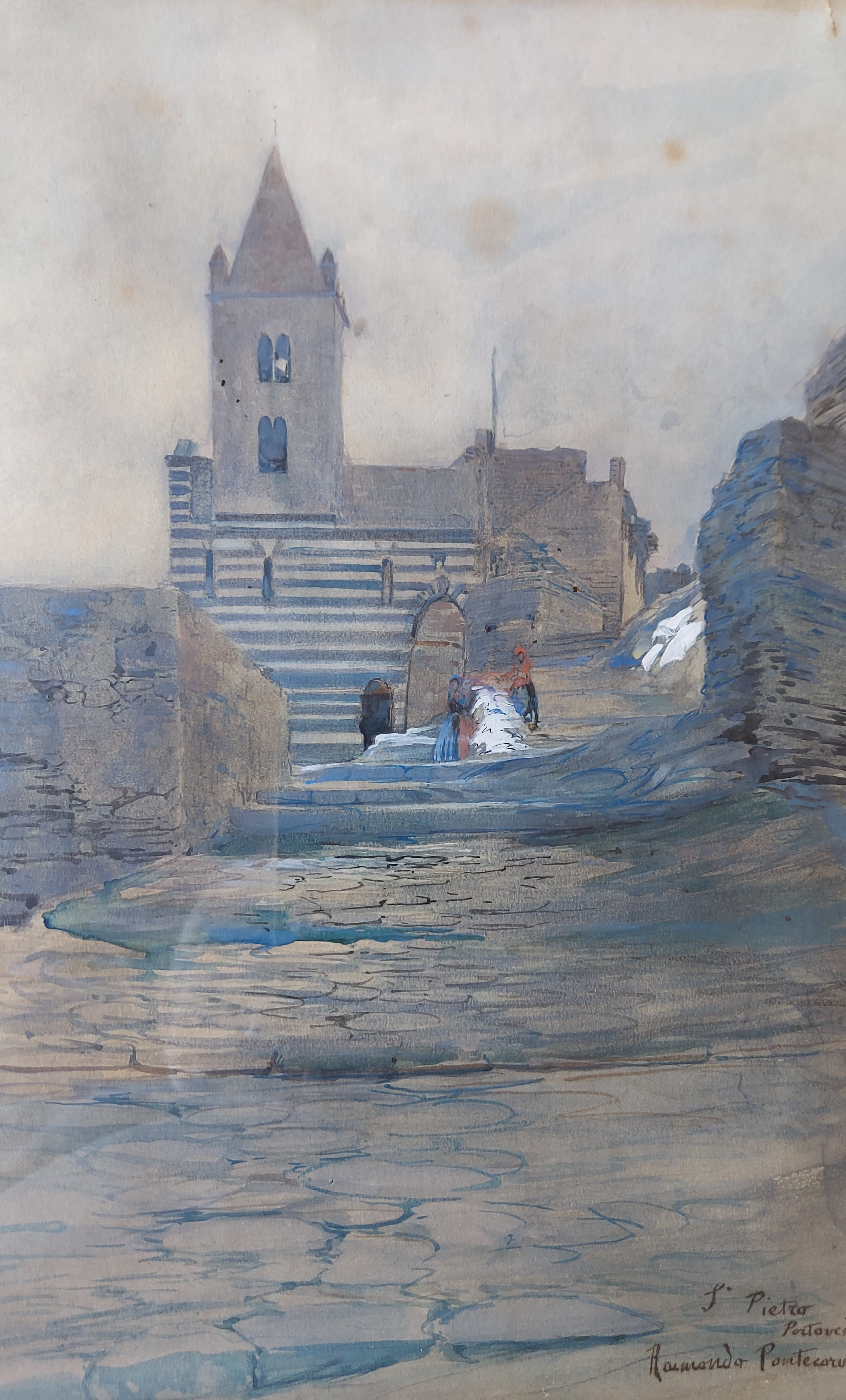
Chiesa di S. Pietro a Porto Venere

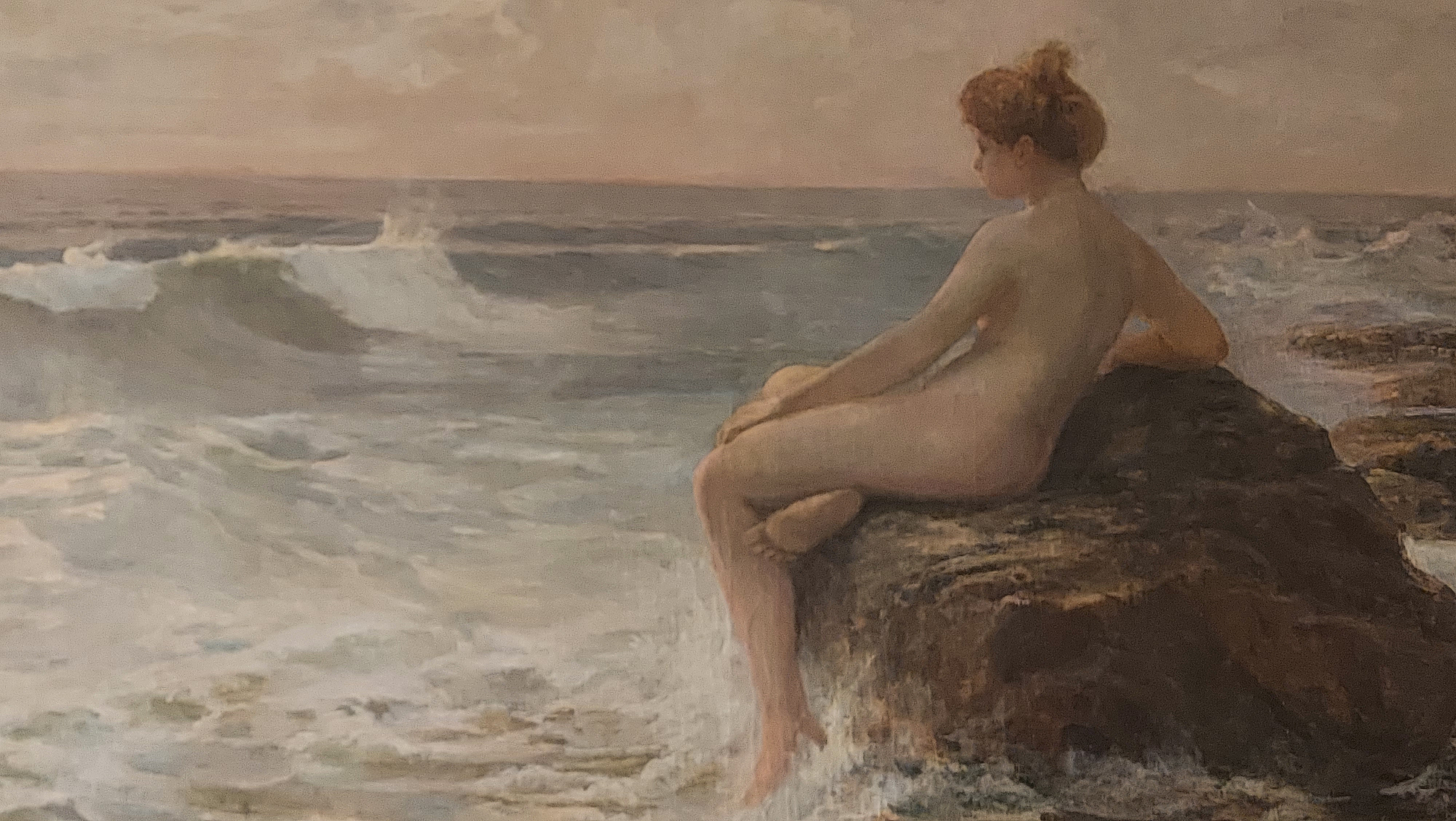
La Perla

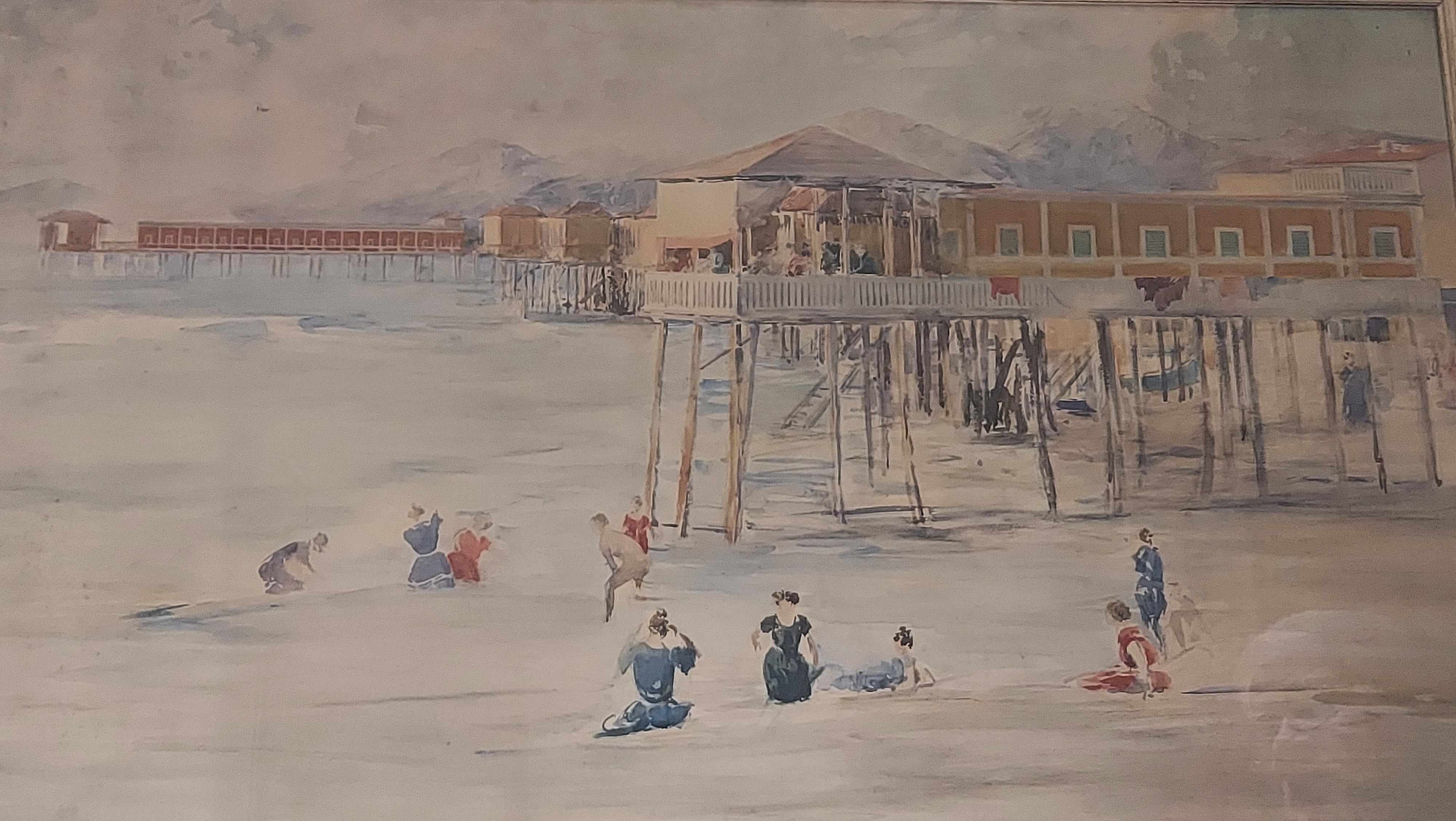
Spiaggia di Viareggio